# Bustan ha-Galil
Bustan ha-Galil (hebrejsky בֻּסְתַּן הַגָּלִיל, doslova „Sad Galileje“, v oficiálním přepisu do angličtiny Bustan HaGalil) je vesnice typu mošav v Izraeli, v Severním distriktu, v Oblastní radě Mate Ašer.

## Geografie
Leží v nadmořské výšce 3 metry v intenzivně zemědělsky využívané a hustě osídlené Izraelské pobřežní planině, nedaleko západních okrajů svahů Horní Galileji, přímo na břehu Středozemního moře a 15 kilometrů od libanonských hranic. Severně od vesnice ústí do moře vádí Nachal Jasaf.
Obec se nachází 2 kilometry na severním okraji města Akko, cca 100 kilometrů severoseverovýchodně od centra Tel Avivu a cca 17 kilometrů severovýchodně od centra Haify. Bustan ha-Galil obývají Židé, přičemž osídlení v tomto regionu je převážně židovské. Oblasti centrální Galileji, které obývají izraelští Arabové, začínají až dále k východu. Jižně od mošavu ale leží město Akko s částečně arabskou populací.
Bustan ha-Galil je na dopravní síť napojen pomocí severojižní tepny dálnice číslo 4. Mošavem prochází železniční trať z Haify do města Naharija. Nemá zde ale zastávku (nejbližší je v Akku).

## Dějiny
Bustan ha-Galil byl založen v roce 1948. 1. prosince 1948 se zde usadila osadnická skupina nazvaná Peduim (פדויים) tvořená židovskými přistěhovalci z Rumunska, kteří přežili holokaust, a dále skupina osadníků z již etablovaného mošavu Bejt Josef v údolí řeky Jordán. Zpočátku osadníci pobývali v provizorní lokalitě o něco východněji, poblíž kibucu Šomrat. V roce 1951 se přesunuli do nynější polohy, kde využili areál opuštěného britského vojenského tábora.
Součástí mošavu byla původně vzdělávací instituce Chofim (חופים). Později se ale osamostatnila do podoby mládežnické vesnice Brit Achim, která vyplňuje pás pozemků při mořském břehu.
Ekonomika obce je založena na zemědělství a turistickém ruchu. Část obyvatel dojíždí za prací mimo obec. V Bustan ha-Galil fungují zařízení předškolní péče. Základní škola je v mošavu Regba.
Po roce 2005 vesnice absorbovala některé židovské rodiny ze zrušených osad v pásmu Gazy. Šlo o 30 rodin z vesnic Elej Sinaj a Nisanit. Ještě koncem roku 2006 se ale uvádělo, že většina z nich v Bustan ha-Galil pobývá v provizorních podmínkách, často bez trvalého zaměstnání.

## Demografie
Obyvatelstvo mošavu Bustan ha-Galil je sekulární. Podle údajů z roku 2014 tvořili naprostou většinu obyvatel v Bustan ha-Galil Židé (včetně statistické kategorie "ostatní", která zahrnuje nearabské obyvatele židovského původu ale bez formální příslušnosti k židovskému náboženství).
Jde o menší sídlo vesnického typu s dlouhodobě rostoucí populací. K 31. prosinci 2014 zde žilo 887 lidí. Během roku 2014 populace klesla o 0,9 %.
| Rok            | 1961 | 1972 | 1983 | 1995 | 2001 | 2003 | 2004 | 2005 | 2006 | 2007 | 2008 | 2009 | 2010 | 2011 | 2012 | 2013 | 2014 |
| -------------- | ---- | ---- | ---- | ---- | ---- | ---- | ---- | ---- | ---- | ---- | ---- | ---- | ---- | ---- | ---- | ---- | ---- |
| Počet obyvatel | 337  | 316  | 373  | 439  | 441  | 427  | 433  | 455  | 475  | 473  | 486  | 772  | 776  | 813  | 828  | 895  | 887  |